# 方豪 (神父)
方豪 神父（1910年9月15日—1980年12月20日），字傑人，筆名芳廬，絕塵，聖老。浙江杭縣人，原籍浙江諸暨。中國現代天主教神父、歷史學家、中央研究院院士。

## 生平
方豪神父出生於浙江省杭州府的聖公會家庭，1920年1月9日，全家改信天主教。1922年入杭州天主教修道院，攻讀拉丁文。後入寧波聖保羅神學院，1935年晉升為神父。自學哲學、神學。抗日戰爭期間，協助于斌主教辦《益世報》，並任浙江大學、復旦大學教授。
1949年到台灣，方神父任教於臺灣大學、天主教輔仁大學、政治大學，曾任清史編纂委員會委員、政大哲學系首任系主任、政大歷史系首任系主任、政大文學院院長。1974年當選為中央研究院院士。1975年7月9日，獲教廷授予蒙席稱號。1980年安息主懷，生平藏書捐贈政大社會科學資料中心。
方豪在台大教授宋史，李敖早期的作品常提到方神父，1981年寫有〈方神父的驚人秘密〉（《千秋評論》第六集）。

## 主要著作
- 《浙江天主教小史》
- 《中西交通史》
- 《宋史》
- 《臺灣早期史綱》
- 《中國天主教史人物傳》
- 《紅樓夢西洋名物考》
- 《方豪六十自定稿》
- 《方豪六十至六十四自選待定稿》